# Витале, Ва’апу’у
Фалетоа Ва’апу’у Витале (англ. Faletoa Va'apu'u Vitale), также известный как Ваа Витале (англ. Vaa Vitale, родился 4 декабря 1970 года в Апиа) — самоанский регбист, выступавший на позиции скрам-хава.

## Биография
Выступал за самоанскую команду «Вайала». За сборную Самоа дебютировал 25 июня 1994 года в Апиа матчем против Уэльса, сыграл всего 5 матчей. Был в заявке на чемпионат мира 1995 года в ЮАР, но ни разу не сыграл за сборную. 8 июля 1995 года сыграл последний матч за сборную против Тонга в городе Нукуалофа.
В 2005 году входил в тренерский штаб сборной Самоа до 21 года на чемпионате мира, в 2011 году возглавлял сборную до 21 года. В 2015 году был тренером команды школы Тангароа на турнире по регби-10, организованном «Окленд Блюз».